# Андреев, Владимир Владимирович (хоккеист)
Владимир Владимирович Андреев (укр. Володимир Володимирович Андреєв; 4 декабря 1951, Ногинск, Московская область, СССР — 4 января 2011, Казань, Татарстан) — советский и украинский хоккеист (защитник), тренер. Признаётся одним из самых результативных защитников киевского «Сокола» времён конца 70-х годов, когда команда играла в высшей лиге советского хоккея.

## Спортивная карьера

### Хоккеист
Воспитанник хоккейной команды «Кристалл» (Электросталь), первый тренер — Анатолий Пронкин. В качестве хоккеиста на позиции защитника принял участие в 422 матчах, забил 75 голов, совершил 67 голевых передач, заработал командам 133 очка, был оштрафован на 383 минуты.

### Тренер
В сезоне 1982 г. начал тренерскую карьеру в ленинградской команде «Ижорец». С 1985 г. руководил украинскими и российскими хоккейными клубами. Во главе с Владимиром Андреевым команды выступали в Межнациональной хоккейной лиге и на чемпионатах России по хоккею. Федерация хоккея Украины утвердила Владимира Андреева главным тренером юниорской национальной сборной, представляющей Украину на международных соревнованиях: Зимняя Универсиада 2001 (бронзовые медали), Зимняя Универсиада 2005 и Зимняя Универсиада 2007. В сезоне 2005/06 привел команду ХК «Днепровские Волки» (Днепропетровск) к бронзовым наградам чемпионата Украины.

## Семья
Жена — Елена Аркадьевна Андреева 1953 г. р., сын Андрей 1977 г. р., дочь Александра 1985 г. р. Есть две внучки и один внук.

## Память
Похоронен на Берковецком кладбище в Киеве 8 января 2011. 12 декабря 2021 года в Киеве состоялся Матч памяти в честь 70-летия Владимира Андреева, символическое вбрасывание выполнили его внуки, а последнюю шайбу забил сын, Андрей.